# 三重県道564号鼓ヶ浦線
三重県道564号鼓ヶ浦線（みえけんどう564ごう つづみがうらせん）は、三重県鈴鹿市を通る一般県道である。

## 概要
鈴鹿市寺家町から鈴鹿市寺家6丁目に至る。

### 路線データ
- 起点：鈴鹿市寺家町（鼓ヶ浦海水浴場前）
- 終点：鈴鹿市寺家6丁目（寺家六交差点、国道23号交点）
- 総延長：886 m

## 路線状況

### 道路施設

#### 橋梁
- 鼓橋（堀切川、鈴鹿市）
- 釜屋橋（釜屋川、鈴鹿市）

## 地理

### 通過する自治体
- 鈴鹿市

### 交差する道路
| 交差する道路 | 交差する場所 | 交差する場所        |
| ------------ | ------------ | ------------------- |
| 国道23号     | 寺家6丁目    | 寺家六交差点 / 終点 |

### 交差する鉄道
- 近鉄名古屋線

### 沿線
- 鼓ヶ浦海水浴場
- 鈴鹿警察署 皷ヶ浦臨時警備派出張所
- 近鉄名古屋線 鼓ヶ浦駅
- 鈴鹿市伝統産業会館
- 中勢自動車学校